# Johann Andreas Segner
Johann Segner (né le 9 octobre 1704 à Presbourg et décédé à Halle le 5 octobre 1777) est un mathématicien autrichien. Il est principalement connu pour sa communication sur l'effet de propulsion par réaction.

## Biographie
Né à Presbourg d'une famille originaire de Styrie, province du Royaume de Hongrie, Segner étudia à Győr et Debrecen, puis à partir de 1725 à l’université d'Iéna. En 1729, diplômé en médecine, il retourna à Presbourg où il exerçait, ainsi qu'à Debrecen. En 1732 il revint à Iéna y passer sa maîtrise. Trois ans plus tard, l'université de Göttingen lui confiait sa toute nouvelle chaire de mathématiques. En 1755, il rejoignit l’université de Halle, où il installa un observatoire.
Il se fit connaître par des contributions en algèbre (notamment son amélioration sur la règle des signes de Descartes pour encadrer les racines d'une équation), en arithmétique (nombres de Segner) et en mécanique (« machine de Segner »). Segner fut le premier à mesurer précisément la durée de la persistance rétinienne, qu'il évalue à 30 « tierces » (Tertien) soit une demi-seconde. Il a en outre établi expérimentalement sur l'eau et l’alcool la loi, confirmée ultérieurement par Thomas Young, selon laquelle la taille des gouttes dépend de la tension superficielle. Il était membre des académies de Berlin, Londres, et Saint Petersbourg.
Un cratère de la Lune et un astéroïde portent son nom.

## La propulsion par réaction

La roue de Segner : A - prise d'eau, B - tube vertical et rotor, C - rotor à augets (vue de côté), D - rotor à augets (vue du dessus), E - puits d'évacuation, F - Transmission courroie-poulie, G - volant récepteur

Vers 1750, Segner  provoqua un regain d'attention pour la propulsion à réaction avec son analyse mathématique d'un moteur rotatif inspiré de l'éolipyle de Héron d'Alexandrie. À la vapeur utilisée dans la machine du savant alexandrin, Segner avait substitué de l'eau, réalisant ainsi le prototype de la turbine hydraulique.
La machine est alimentée par une chute ou un château d'eau. L'eau est canalisée par un coursier vers un tube vertical. À l'extrémité inférieure du tube se trouve un rotor muni d’augets recourbés (image ci-contre). L'eau est éjectée par les augets avec une vitesse qui dépend de la hauteur de chute ; par réaction, elle met en rotation le rotor, qui transmet un couple moteur par une transmission à courroie.

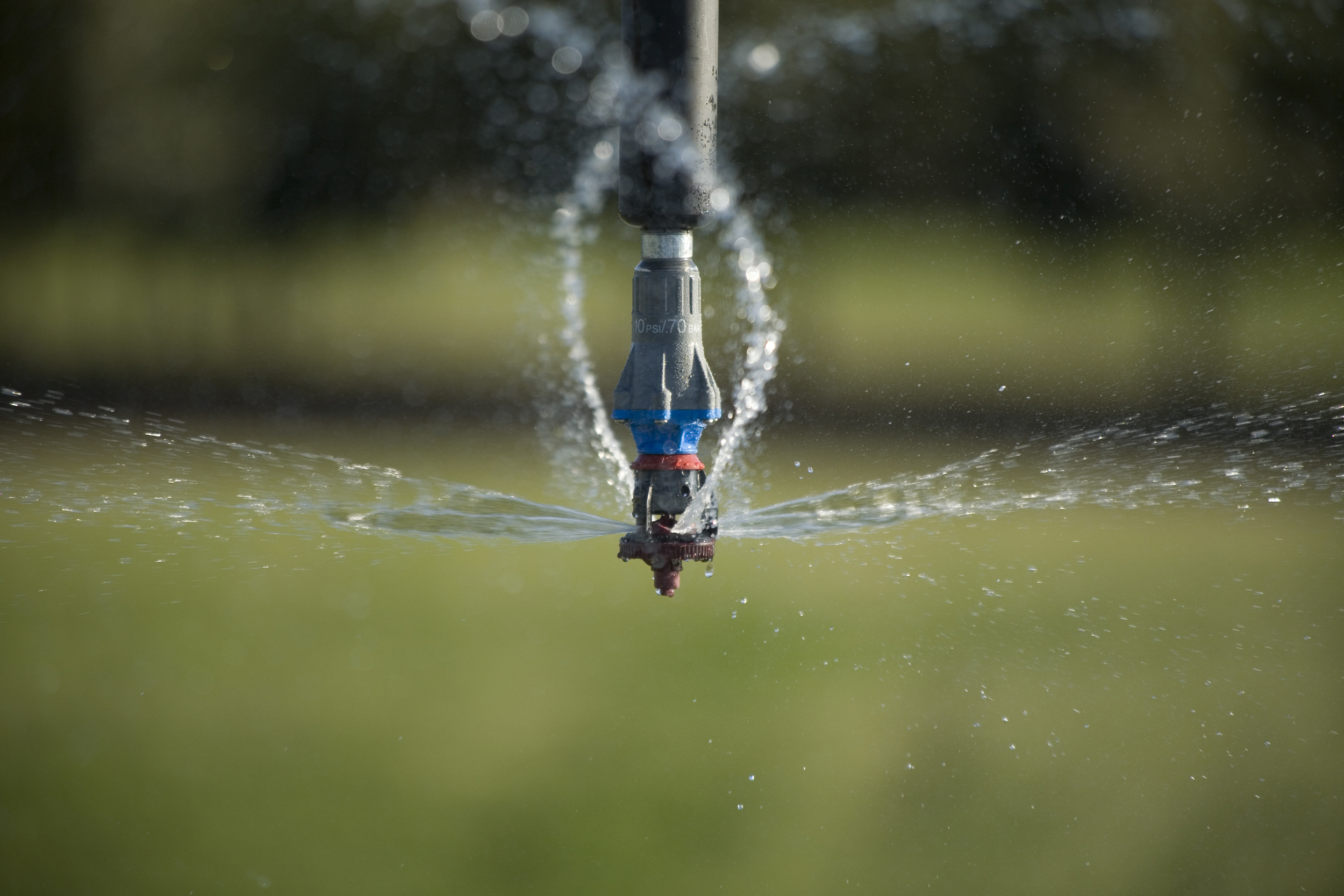
Effet de réaction dans un asperseur moderne.

Dans l'analyse mécanique qu'il donna de ce moteur, Segner se rangeait à l'opinion de Daniel Bernoulli, qui le premier avait fait du principe de la conservation des forces vives le fondement de l'hydrodynamique. La roue de Segner, telle que l'auteur la présente, est une application directe de la théorie de Jean Bernoulli sur les ajutages. La question intéressa suffisamment Euler pour qu'il y consacre deux communications,.
On retrouve de nos jours le principe de la machine de Segner dans l'arrosage automatique.

## Œuvres
- Specimen logicae universaliter demonstratae, Ienae, 1740, réimpression avec une Introduction (en anglais) par Mirella Capozzi, Bologna: CLUEB, 1990.
- Programma quo theoriam machinæ cujusdam hydraulicæ præmittit, Gœttingue, 1750
- Programma in quo computatio formæ atque virium machinæ hydraulicæ nuper descriptæ, Gœttingue, 1750
- Deutliche und vollständige Vorlesungen über die Rechenkunst und Geometrie : zum Gebrauche derjenigen, welche sich in diesen Wissenschaften durch eigenen Fleiß üben wollen, Lemgo, 1747
- Einleitung in die Naturlehre, Gœttingue, 1750
- Programma quo principium parsimoniæ universaliter demonstratur atque dissertatio inauguralis medica indicitur, Gœttingue, 1754
- Cursus mathematici, Halle-sur-Saale, 1758-1768, 5 vol.
- Anfangsgründe der Arithmetik, Geometrie und der geometrischen Berechnungen, Halle-sur-Saale, 1773 (lire en ligne)digitalisées de Segner sur le SICD de l’université de Strasbourg